# Fructidorský převrat

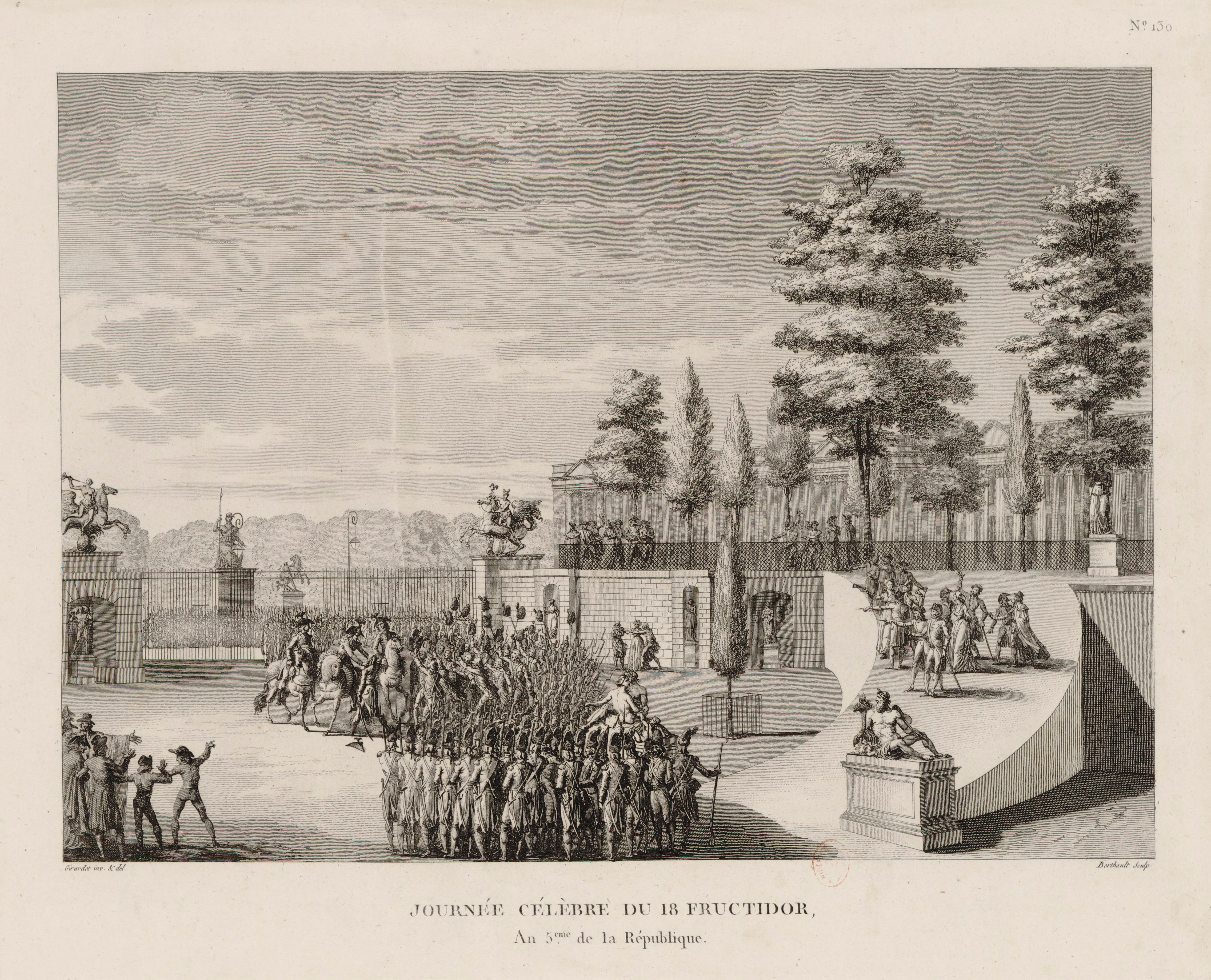
Fructidorský převrat v Tuilerijských zahradách

Fructidorský převrat byl státní převrat ve Francii během Velké francouzské revoluce, který se odehrál 18. fructidoru roku V podle revolučního kalendáře, tj. 4. září 1797. Převrat zorganizovali členové Direktoria, aby odvrátili nastupující politickou moc monarchistů.

## Historie
V období před 18. fructidorem se republikáni v Direktoriu ocitali pod stále větším tlakem protirepublikánských sil, které se ve Francii postupně přeskupily a ve volbách v březnu 1797 dosáhly velkého vítězství.
Republikánští zástupci v Direktoriu Paul de Barras, Jean François Reubell a Louis-Marie de La Révellière-Lépeaux naplánovali státní převrat, ve kterém počítali s pomocí jakobínů. Vyzvali Napoleona Bonaparteho, který se právě vrátil ze svého prvního válečného tažení v Itálii, aby stáhl loajální vojsko z Itálie. Napoleon uposlechl žádosti a na podporu vyslal do Paříže velitele 17. vojenské divize generála Charlese Pierra Françoise Augereau.
Dne 18. fructidoru roku V byl proveden převrat. Ve 49 departementech byly anulovány výsledky předchozích voleb, čímž 177 poslanců, převážně monarchistů, ztratilo svůj mandát. Člen Direktoria François Barthélemy byl vyhoštěn, Lazare Nicolas Marguerite Carnot, který rovněž nepodporoval státní převrat, se útěkem včas vyhnul zatčení. Oba členy nahradili Merlin de Douai a Nicolas-Louis François de Neufchâteau.
Politický obrat doprava v posledních volbách tak byl zažehnán, ovšem ústava Direktoria byla tímto opatřením jasně porušena. V důsledku toho nastalo v Paříži opět klima teroru. Nicméně jeho důsledky nebyly tak kruté jako během Robespierrova Teroru. Odsouzení nebyli posíláni pod gilotinu, ale na deportace do Guyany.